# Рибера-Наварра
Рибера-Наварра (исп. Ribera Navarra)  — историческая область и  район (комарка) в Испании, находится в провинции Наварра.

## Муниципалитеты
1. Аблитас
2. Аргедас
3. Асагра
4. Барильяс
5. Буньуэль
6. Вальтьерра
7. Вильяфранка
8. Кабанильяс
9. Кадрейта
10. Капарросо
11. Каркастильо
12. Касканте
13. Кастехон
14. Корелья
15. Кортес-де-Наварра
16. Марсилья
17. Мелида
18. Монтеагудо
19. Мурильо-эль-Куэнде
20. Мурильо-эль-Фруто
21. Мурчанте
22. Перальта
23. Рада
24. Рибафорада
25. Сан-Адриан
26. Сантакара
27. Синтруэниго
28. Трайбуэнас
29. Тудела
30. Тулебрас
31. Фальсес
32. Фигароль
33. Фитеро
34. Фонтельяс
35. Фунес
36. Фустиньяна
37. Чудо